# Coca-Cola Vanilla
Coca-Cola Vanilla eller Vanilla Coke är läskedrycken Coca-Cola med vaniljsmak. 
Introduktionen av vaniljsmaken var enligt företaget själva "den största innovationen sedan Coca-Cola Light år 1983". Den slutade säljas i Nordamerika och Storbritannien i slutet av 2005 och återintroduceras 2007 i Nya Zeeland. och USA[källa behövs], med ny förpackning och flera nya varianter. I januari 2013 började drycken åter säljas i Sverige.

## Historik
Vanlig Coca-Cola innehåller små mängder vanilj. The Coca-Cola Company testade en vaniljvariant för första gången vid Världsutställningen 1982 i Knoxville. Efter att ha introducerat Cherry Coke och New Coke var företaget tveksamt till att introducera något radikalt annorlunda. I april 2002 ryktades att Coca-Cola planerade en ny variant. Företaget kommenterade dessa i en brittisk tidning: "Vi har alltid ett flertal saker under utveckling". Det skulle senare avslöjas att testerna för en vaniljsmak hade avslutats, och Coca-Cola Vanilla började säljas 2002.